# Őszinteség
Az őszinteség az igazsággal mint értékkel összefüggő, azzal összhangban álló, cselekvésben és kommunikációban kifejezésre kerülő emberi tulajdonság. Ide sorolható minden, ennek a feltételnek megfelelő emberi megnyilvánulás – a hallgatás épp úgy, mint a beszéd.
Egyszerűen megfogalmazva az őszinteség annyit tesz, hogy mindent úgy adunk elő, ahogyan azt valóban hisszük is. Saját vágyaink, indítékaink és belső valóságunk önmagunkkal szembeni őszinte elismerése (lásd még: önámítás) éppúgy ide tartozik, ahogy a másokkal szemben tanúsított őszinteség is.

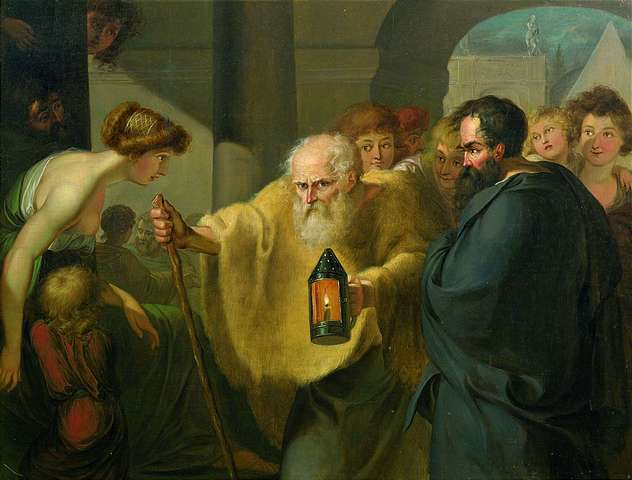
Szinópéi Diogenész egy valódi embert keres

## Nyugati felfogás
Az őszinteség minden megnyilvánulásra kiterjed; példának okáért, ha valaki nem hajlandó tárgyilagosan és elfogulatlanul figyelembe venni a tényeket, akkor ezzel egyidőben azt sem állíthatja, hogy saját ismeretei, nézete vagy álláspontja megfelel a valóságnak. Ha valaki mégis ezt teszi, akkor csupán önnön vágyait juttatja kifejezésre és nem törekszik a tényleges igazság megismerésére. A tárgyilagosan felkutatott és felsorakoztatott bizonyítékok helyett pusztán az ember egyéni vágyaira alapozott nézetek akkor is őszintétlenek, ha részben jó szándékúak is – elvégre gonosztevők is viseltethetnek jó szándékkal kiválasztott egyének egy kis csoportja iránt. Így tehát megállapíthatjuk, hogy az őszinteség egyik alapvető eleme az igazság iránti elfogulatlanság.
Számos tévképzet is övezi az őszinteség fogalmát, mivel a jó szándék szorosan összefügg a méltányossággal, és ekképpen kihat az őszinteség/őszintétlenség mértékére is. Közkeletű az az elgondolás is, miszerint ha éppen nem vagyunk őszinték, akkor annak mindig tudatában is vagyunk – erkölcseinket azonban dinamikusan érzékeljük. Gyakorta előfordul, hogy őszintétlenségünk és a tényleges igazság iránti érdektelenségünk csak abban a pillanatban válik nyilvánvalóvá, amikor épp nem veszünk figyelembe más nézőpontokat. Szókratész is hosszan taglalta az igazság, őszinteség és erkölcsiség kérdéseit; kitért arra is, hogy ha az emberek valóban megértenék, hogy amit tesznek, az rossz, akkor egyszerűen felhagynának azzal. Mi több, minél őszintétlenebb valaki, annál kevésbé érti majd az őszinteséget és önnön viselkedésének rossz mivoltát is. Sajnos azonban az őszinteség és az erkölcsiség olyan, konkrétan meghatározott viselkedésformákkal fonódott össze, amelyek éppúgy változnak és alakulnak az idők során, mint például a divat. Az a felfogás, miszerint az őszinteség alapvető fontosságú feltétele az igazsághoz való pártatlan hozzáállás és a tények megismerése, előbb vagy utóbb minden eszmeiséggel összeütközésbe kerül. Ez pedig magyarázatot adhat arra is, hogy az őszinteség, amiről bár egyfolytában és igen kimerítően szoktak beszélni, mégsem vált általánosan elterjedt normává. Természeténél fogva minden idea és eszmeiség hajlamos eltúlozni a neki tetsző tényeket és elnyomni másokat, ezzel is megerősítve saját álláspontját; lényegében arról próbálnak meggyőzni minket, hogy egyedül az ő világnézetük a helyes. Ez a hozzáállás elméletben és gyakorlatban egyaránt felőrli az őszinteséget, és folyamatos konfliktusokat gerjeszt az emberi kapcsolatok valamennyi válfajában is.
Egyesek szerint ez a meghatározás túlságosan is leegyszerűsített, vagy csak a nyugati kultúrára alkalmazható. Vannak például, akik úgy vélekednek, hogy bizonyos helyzetekben elfogadható lehet az igazság elhallgatása, és hogy aki egy ilyen helyzetben ténylegesen hazudik is, az ettől még nem lesz őszintétlen. Példa lehet egy ilyen helyzetre az udvariasság részét képező hazugság ("ártalmatlan hazugságok") vagy a súlyos fenyegetettségben elhangzó, saját vagy mások testi épségének megőrzésére irányuló hazugság. Megint mások ugyanakkor – mint például Immanuel Kant ennél sokkalta átfogóbb etikai bizonyosságra törekednek az egyéni megnyilvánulások terén.
Akad olyan vélekedés is, miszerint az oktatás különös fontossággal bír az őszinteség promotálásában, mivel a társadalom egésze által is érthető, megfelelő terminológia ismerete és használata nélkül egyszerűen lehetetlen igaz állításokat megfogalmazni. E nézet szerint maga a tudatlanság is őszintétlenséget eredményezhet.
Megint mások szerint az őszinteség megértésének nyitja nem valamiféle ezoterikus definícióban rejtőzik, hanem abban, hogy az ember gyűjtse össze a valós tényeket és információkat, azokhoz pártatlanul és tárgyilagosan is álljon hozzá, és saját nézeteit is így, ezeknek megfelelően alakítsa ki – így például ne próbáljon visszatartani semmiféle információt vagy megakadályozni bármilyen párbeszédet pusztán azért, mert az ESETLEG ellentmondáshoz vezethet az ember egyéni vágyaival, véleményével vagy eszmeiségével. Itt tehát már nem arról van szó, hogy az őszinteség a tudatlanságból fakadna, hanem arról, hogy az egyes kultúrák és eszmeiségek valamilyen szinten ténylegesen őszintétlenségre nevelnek és el is várják ennek gyakorlását, mivel mindegyiknek megvannak a maga elképzelései arról, hogy mi jó és mi rossz, mi igaz és mi hamis – ezek elfogadását pedig pusztán hit és hűség alapján várják el, ellenezve a pártatlan vizsgálódást. Az őszinteség azonban pont azt követeli meg, hogy az ember mindig csak az elfogulatlanul és tárgyilagosan összeszedett tények előzetes figyelembe vételével alakítsa ki a saját álláspontját és értékrendjét – ez azonban sokszor közvetlen összeütközésbe kerülhet a hit és a hűség értékeivel.

## Konfuciusz tanulmányai
Konfuciusz az őszinteség több szintjét azonosította; ezek alapvető szerepet játszanak az erkölcsről alkotott elgondolásaiban:
Az őszinteség legsekélyebb formáját nála a Li fogalma testesíti meg: ide tartoznak mindazok a cselekedetek, amelyeket az ember az ideális társadalom kialakítása érdekében tesz, megcélozva ezzel egyben saját egyéni érdekeinek kielégítését is rövid (ami rossz), vagy hosszú távon (ami jó). Ha azonban hajlandó elismerni, hogy tettével azonnali kielégülést keres, az valamelyest jobbá teheti az egyébként rossz tettet – és ugyanígy ronthat egy jó tetten is a hosszú távú célok elrejtése. Itt tehát az alapelv az, hogy az "úriember" mindig arra törekszik, hogy érzéseit az arcán is őszintén kimutassa. Ezzel ugyanis elősegíti azt, hogy mindenki tisztában lehessen mindenkivel, és így közösen, a lehető legkönnyebben megegyezhessenek arról, hogyan és miként is érhetnék el hosszú távon azt, hogy mindenkinek egyaránt jó legyen. Jól látható tehát az összefüggés az időhorizont, az etikett és az önmagunkról kialakított kép (ide értve azt is, amikor önmagunkkal szembesülünk, akár a tükörben is) között. Ez elősegíti az önmagunkkal szembeni őszinteséget, és gondoskodik arról is, hogy nyugodt, kiszámítható és tisztességes legyen minden olyan ügylet, mint amilyen például az üzlet is. Ezen elgondolás szerint az ember egyszerűen azért őszinte, mert saját egyéni érdeke is azt kívánja, hogy őszinte legyen.
A Li fogalmánál már mélyebb a Yi, amit nevezhetünk becsületességnek is. Eszerint az ember már nem önérdekből őszinte, hanem tisztességből és erkölcsiségből, a kölcsönösség elve szerint. Itt is központi szereppel bír az idő, de ezúttal időtartamként: mivel életed első három évében a szüleid minden tekintetben elláttak és felneveltek, ezért haláluk után magad is három évig gyászolod őket. Ezen a szinten az ember egyéni kötelességeit és kötelezettségeit illetően őszinte. Aki igazán és mélységesen őszinte, az akkor is úgy viszonyul az őseihez, mintha azok élnének és akkor sem tesz semmi olyat, amivel szégyenbe hozná őket, ha senki nincs a közelében, aki erre kötelezné, vagy aki előtt ügyelnie kéne erre. Ez az elv már része volt az elődimádatot is magában foglaló erkölcsi kódexnek, de Konfuciusz szigorította meg.
Az őszinteség legmélyebb rétege a Ren, ebből ered a Yi, és ezáltal a Li is. Konfuciusz erkölcsiségének alapját mások megértése és a velük szembeni empátia alkotta. Ennek az is előfeltétele volt, hogy az ember már értse önnön erkölcsi középpontját is ahelyett, hogy egyszerűen csak engedelmeskedne a felsőbb hatalmak rendeleteinek. A konfuciuszi Aranyszabály az volt, hogy úgy kezeld az alattad állókat, ahogyan te is szeretnéd, hogy téged kezeljenek a feletted állók. A konfuciuszi erény az egymással való harmónia fenntartásán alapult, valamint ama tény őszinte beismerésén, hogy előbb vagy utóbb (így például öreg korban) az ember mindenképp mások hatalmába kerül (így például a gyerekeiébe). Az őszinteségnek ezen a szintjén az ember már nem csak saját élete viszonylatából fogja fel az őszinteséget, hanem azon túl még az eljövendő nemzedékekéből is, és ennek megfelelően alakítja minden tettét és megnyilvánulását úgy, hogy azok mindig és mindenkor tükrözzék családja becsületét, őszinteségét és az igazság elfogadását (így például azt is, hogy előbb vagy utóbb mindenki meghal), megőrizve ily módon a család jóhírét is.
Az ázsiai országokban részben azért is minősítik sokszor barbároknak a nyugatiakat, mert azok általában nincsenek tisztában az őszinteség fent említett mélyebb szintjeivel és így nem is viselkednek azoknak megfelelően. Az ázsiai kultúrák számára ugyan gyakorta teljességgel elfogadható olyan mértékű kétértelműség és késlekedés is, amit a nyugati ízlés már képtelen elviselni, ám ez sokszor egyedül azt a célt szolgálja, hogy elkerülhessék a hazugságot, vagy hogy kétséges helyzetekben pozitív benyomást keltsenek, mivel az ázsiaiak számára elfogadhatatlan a hazugság és egymás kétségek közt tartása. Ezért számít náluk súlyos gorombaságnak az is, ha olyan helyzetben akarnak kikényszeríteni belőlük egy döntést, ahol még egyszerűen nincsenek abban a helyzetben, hogy őszinte választ adhassanak, elkötelezhessék magukat – így tehát vagy hazudni volnának kénytelenek, vagy szintén gorombán kéne válaszolniuk. Mivel a hagyományos kultúra számára ezen lehetőségek egyaránt elfogadhatatlanok, így csak a halogatás marad, mint tisztességes kiút.

## Egy buddhista tanítás
Thánisszaró Bhikkhu tana szerint: "Egyéni lehetőségeink őszinte belátása az igazi őszinteség forrása, ez az, ami előrevisz minket. Jelenlegi, valós helyzetünk felismerése csupán az első lépés ezen az úton, nem az utolsó. Őszintén lássátok be, hogy jelenleg hol tartotok, de azt is, hogy hova juthattok és mik a lehetőségeitek. Így mindig ott lesz előttetek az út a maga kihívásaival."